# Фрайунг-Графенау
Фрайунг-Графенау (нем. Freyung-Grafenau) — район в Германии. Центр района — город Фрайунг. Район входит в землю Бавария. Подчинён административному округу Нижняя Бавария. Занимает площадь 984,21 км². Население — 82 363 чел. Плотность населения — 84 человека/км².
Официальный код района — 09 2 72.

## Административное устройство

Муниципалитеты района Фрайунг-Графенау (Бавария)

Район подразделяется на 25 общин.

### Городские общины
1. Вальдкирхен (10 603)
2. Графенау (8 985)
3. Фрайунг (7 235)

### Ярмарочные общины
1. Перлесройт (2 976)
2. Рёрнбах (4 611)
3. Шёнберг (3 920)

### Сельские общины
1. Грайнет (2 429)
2. Зальденбург (1 988)
3. Иннернцелль (1 677)
4. Маут (2 529)
5. Нойрайхенау (4 460)
6. Нойшёнау (2 361)
7. Рингелай (2 140)
8. Санкт-Освальд-Ридльхютте (3 161)
9. Турмансбанг (2 448)
10. Филипсройт (757)
11. Фюрстенэкк (999)
12. Хайдмюле (1 506)
13. Хинтершмидинг (2 552)
14. Хоэнау (3 497)
15. Центинг (1 162)
16. Шёфвег (1 311)
17. Шпигелау (4 112)
18. Эппеншлаг (980)
19. Яндельсбрунн (3 432)

### Объединения общин
1. Административное сообщество Перлесройт
(торговая община Перлесройт и община Фюрстенек)
2. Административное сообщество Турмансбанг
(общины Турмансбанг и Центинг)
3. Административное сообщество Хинтершмидинг
(общины Хинтершмидинг и Филипсройт)
4. Административное сообщество Шёнберг
(торговая община Шёнберг и общины Эппеншлаг, Иннернцелль, Шёфвег)

## Население
По оценке на 31 декабря 2015 года население района Фрайунг-Графенау составляет 78 122 чел. 

| Дата      | 1840  | 1871  | 1900  | 1925  | 1939  | 1950  | 1961  | 1970  | 1987  | 2011  |
| --------- | ----- | ----- | ----- | ----- | ----- | ----- | ----- | ----- | ----- | ----- |
| Население | 40717 | 44797 | 48294 | 54159 | 57292 | 75499 | 67870 | 72402 | 75564 | 78172 |

| Год       | 1960  | 1970  | 1980  | 1990  | 2000  | 2009  | 2010  | 2011  | 2012  | 2013  | 2014  | 2015  |
| --------- | ----- | ----- | ----- | ----- | ----- | ----- | ----- | ----- | ----- | ----- | ----- | ----- |
| Население | 68654 | 72556 | 72715 | 78890 | 82434 | 79685 | 79293 | 78130 | 77817 | 77626 | 77927 | 78122 |

## Внешние ссылки
- Официальная страница (нем.)